# Чубатенко Олександр Миколайович
Олекс́андр Микол́айович Чубат́енко (нар. 11 листопада 1960, Київ) — український політик. Народний депутат 3-го та 7-го скликання (ВО Батьківщина).

## Життєпис

### Освіта
- 1978-1983 — навчався на енергетичному факультеті Київського технологічного інституту харчової промисловості за фахом інженер-електрик.
- 2003 — закінчує Міжрегіональну академію управління персоналом за спеціальністю міжнародний політолог.

### Кар'єра
Політтехнолог, ідеолог та голова Всеукраїнського Фонду «Завтра». Відбував строкову службу в лавах Збройних сил СРСР (1984–1986).
Працював на посадах:
- майстер складального цеху, начальник цеху, начальник виробництва, технічний директор, генеральний директор виробничого об"єднання (1986–1995).
- секретар ЛКСМУ виробничого об'єднання «Точелектроприлад» (1989–1991).
- голова Ради самоврядування мікрорайону № 3 і депутатом Жовтневої райради народних депутатів міста Києва (1990–1994).
- голова правління Київської економічно-політичної фундації (1995–1998).
- народний депутат України III скликання (1998–2002).
- президент Центру стратегічних ініціатив (2003–2012).
- начальник Головного управління економіки Київської обласної державної адміністрації (2007–2009).
- народний депутат України VII скликання (2014).
- голова Всеукраїнського фонду «Завтра» (з 2013).

У Верховній Раді України позиціювався як лобіст сфери високих та інформаційних технологій (профільні закони про електронний цифровий підпис, про електронний документообіг та інші). Учасник щорічного світового Форуму ООН з електронної торгівлі (2001 року робив доповідь від України), керівник програми «Електронний уряд України» проекту розвитку ООН в Україні (2002–2003).

## Статки
- Має у власності два автомобілі: Ford Taurus (1997) та Nissan Tiida (2008), Geely Emgrand EC8 (2014).
- Три земельні ділянки: 1500, 4000 і 1200 м2.
- Задекларована квартира — 34,9 м2[5] і будинок 65м2 .
- Власник і співвласник у компаніях: «Зелені діброви», «Євроорганік-Житомир».[6]
- Наручні годинники Audemars Piguet, Patek Philippe, Chopard, Rado[7]

## Особисте життя

### Хобі
Захоплення — шахи (кандидат у майстри спорту України), більярд, філософія та глобалістика. Чемпіон Верховної Ради України III скликання з шахів, володар Кубку чемпіонів з руського більярду серед народних депутатів України. Володіє англійською мовою.

### Родина
- Батько Микола Федорович (1929–2008) — будівельник.
- Мати Валентина Іванівна (1936–1988) — бібліотекар.
- Брат Андрій Миколайович (1962) — юрист.
- Дружина Ксенія Анатоліївна (1983) — художник, дизайнер.
- Син Андрій (1983) — міжнародний інвестиційний менеджер.
- Син Дарій (1999).
- Племінниця Поліна Андріївна (2007) — модель, блогер, інфлюенсер.
- Син Павло (2011).
- Донька Таїсія (2016).